# Kościół Świętej Trójcy w Krakowie (ul. Krakowska)
Kościół Świętej Trójcy – zabytkowy rzymskokatolicki kościół konwentualny bonifratrów znajdujący się w Krakowie, w dzielnicy I Stare Miasto przy ulicy Krakowskiej 48, na Kazimierzu.

## Historia
W 1688 r. biskup krakowski Jan Małachowski zezwolił trynitarzom (zakonowi powołanemu do wykupu jeńców chrześcijańskich z niewoli tureckiej) sprowadzić się do Krakowa. Nowi zakonnicy przybyli ze Lwowa i osiedlili się w klasztorze dominikanów.
Posiadłość na Kazimierzu otrzymali trynitarze od Józefa Adama Lubowieckiego, starosty oświęcimskiego. Budowę kościoła rozpoczęto w 1741 r., przerywając po dwóch latach z powodu kłopotów finansowych. Wznowiono prace budowlane w 1751 r, a nową świątynię konsekrował biskup Franciszek Potkański, sufragan krakowski w 1758 r. Po kasacie zakonu przez Austriaków w 1796 r. kościół zamieniono na magazyn wojskowy. W 1812 r. na mocy dekretu księcia warszawskiego Fryderyka Augusta kościół przejęli bonifratrzy – zakon, mający swoje klasztory w Polsce od 1609 r. (przeniesieni tutaj z likwidowanego kościoła św. Urszuli na Starym Mieście).
Kościół, zbudowany w stylu późnego baroku, posiada jedną z najpiękniejszych w Polsce fasad autorstwa Franciszka Placidiego, który przy jej projektowaniu wzorował się na dziełach Francesca Borrominiego. 
Na sklepieniu nawy znajduje się iluzjonistyczna polichromia autorstwa Józefa Piltza z Moraw, nawiązująca do historii trynitarzy – Najświętsza Maria Panna w otoczeniu aniołów i scena wykupu więźniów z niewoli przez św. Jana z Mathy, założyciela Zakonu Trynitarzy.
Ołtarz główny w 1940 r. konsekrował biskup sufragan krakowski Stanisław Rospond.
Ambona późnobarokowa z 3 ćwierci XVIII wieku w zwieńczeniu posiada posążki aniołków.
W 1991 r. odsłonięto pierwotne malowane ołtarze boczne, spośród malowideł w ołtarzach bocznych wyróżniają się przedstawienia św. Judy Tadeusza i św. Kajetana autorstwa Tadeusza Kuntze.
W 2025 r. zbudowano nowy ołtarz boczny z odnowionym obrazem św. Jana Bożego, który przez pewien czas był zamontowany w ołtarzu głównym.
W klasztorze bonifratrów spędził ostatnie 25 lat swojego życia Żegota Pauli, historyk.

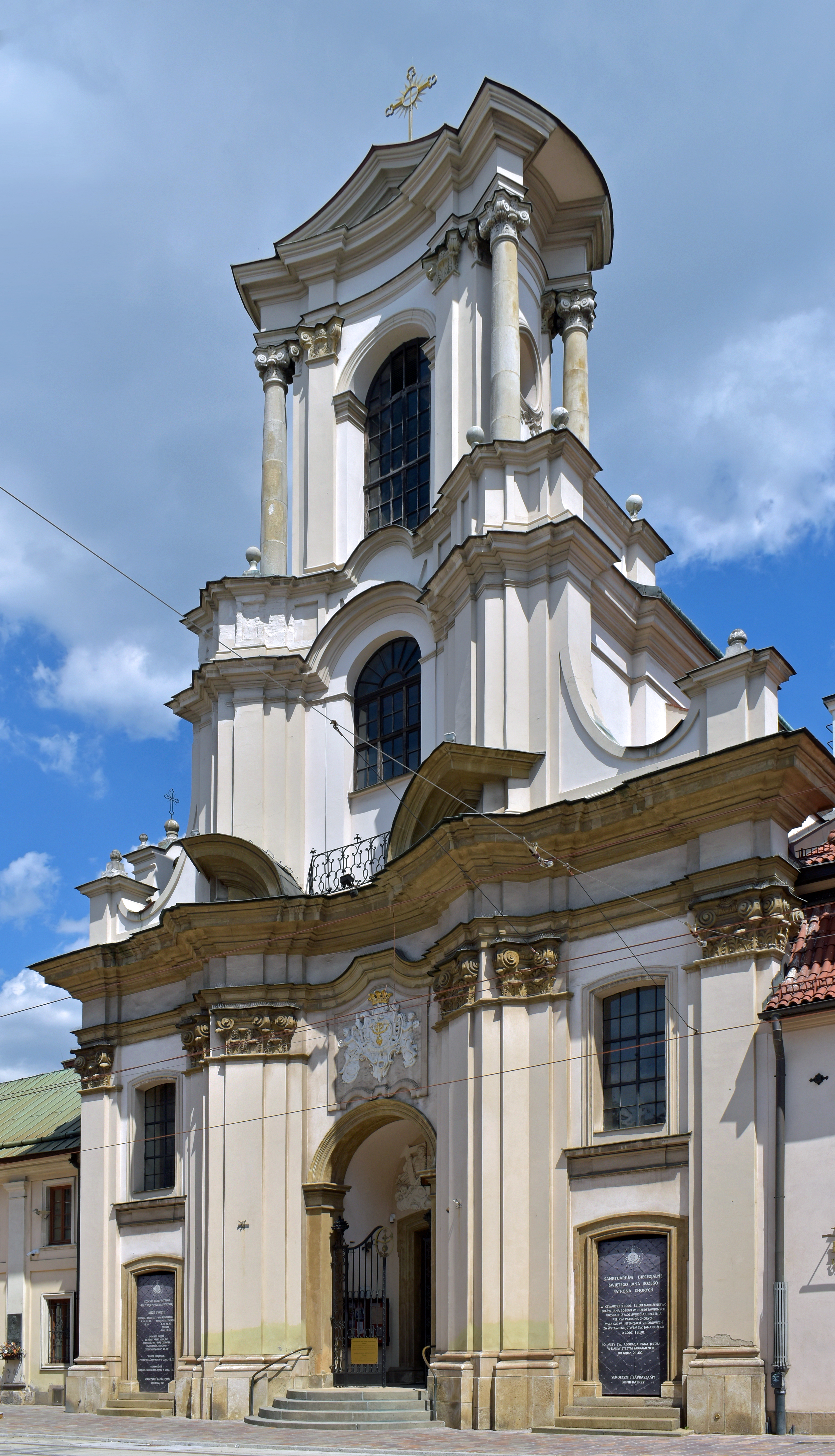
Fasada.
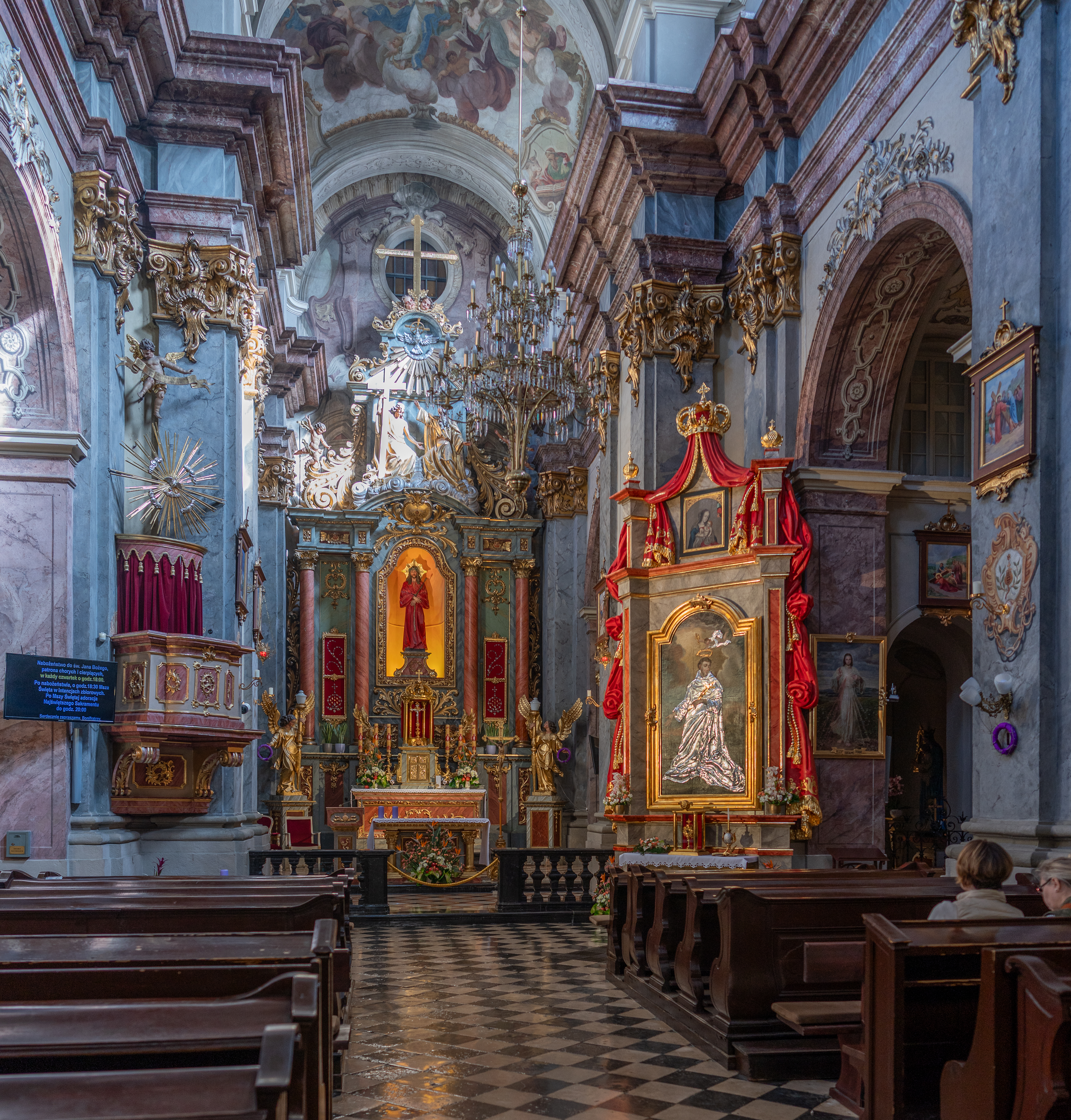
Nawa środkowa.
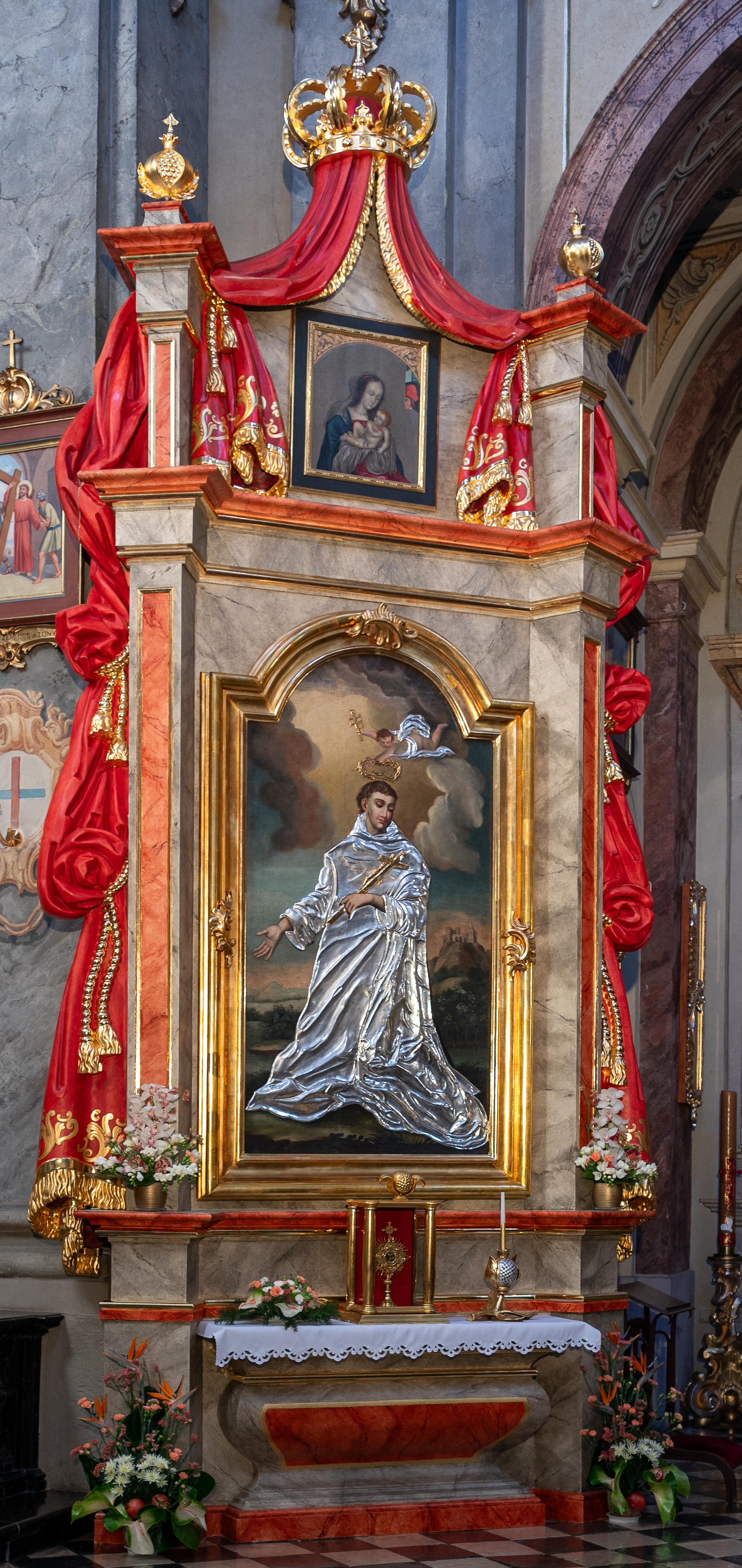
Nowy (2025) ołtarz boczny
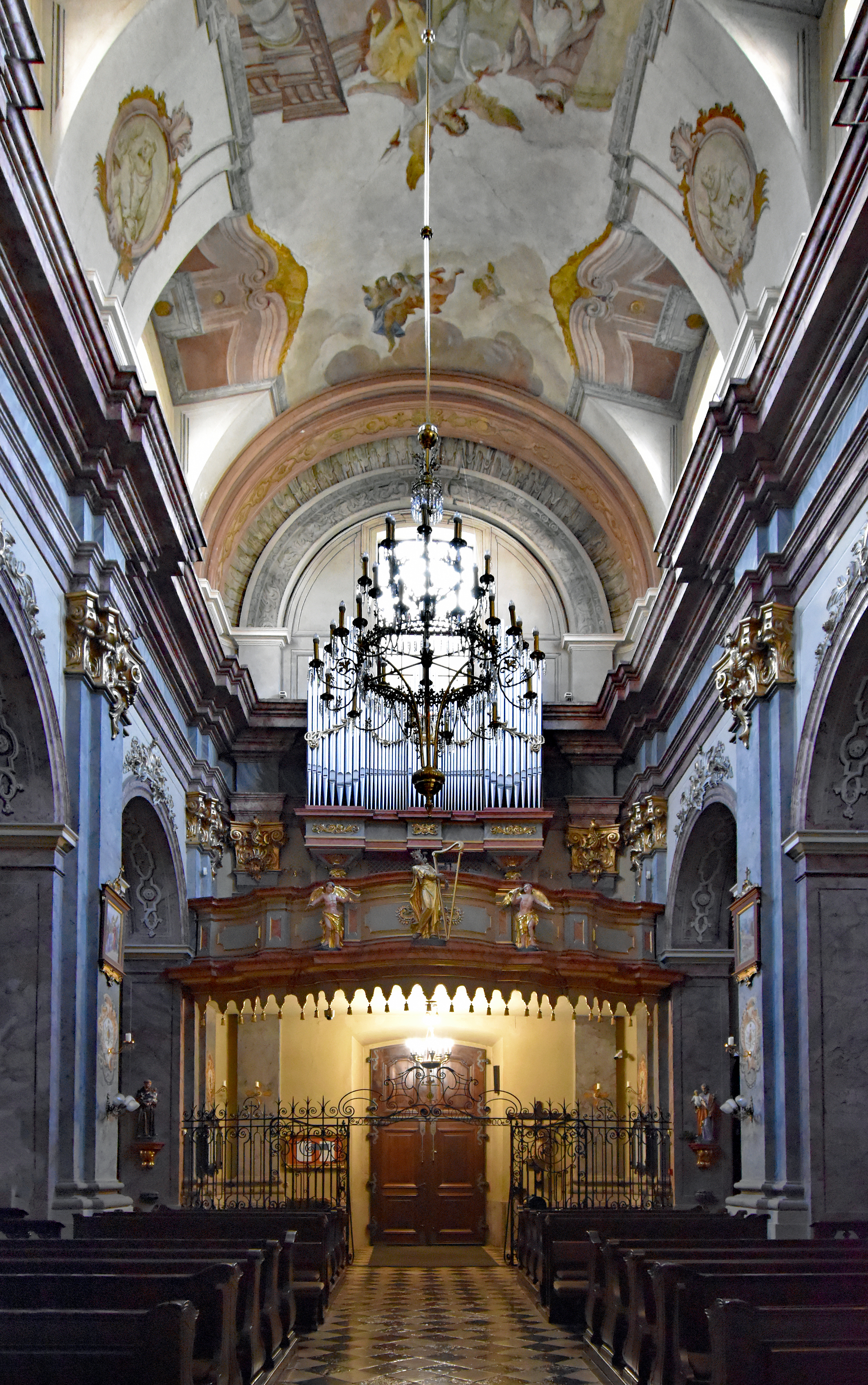
Chór i organy.
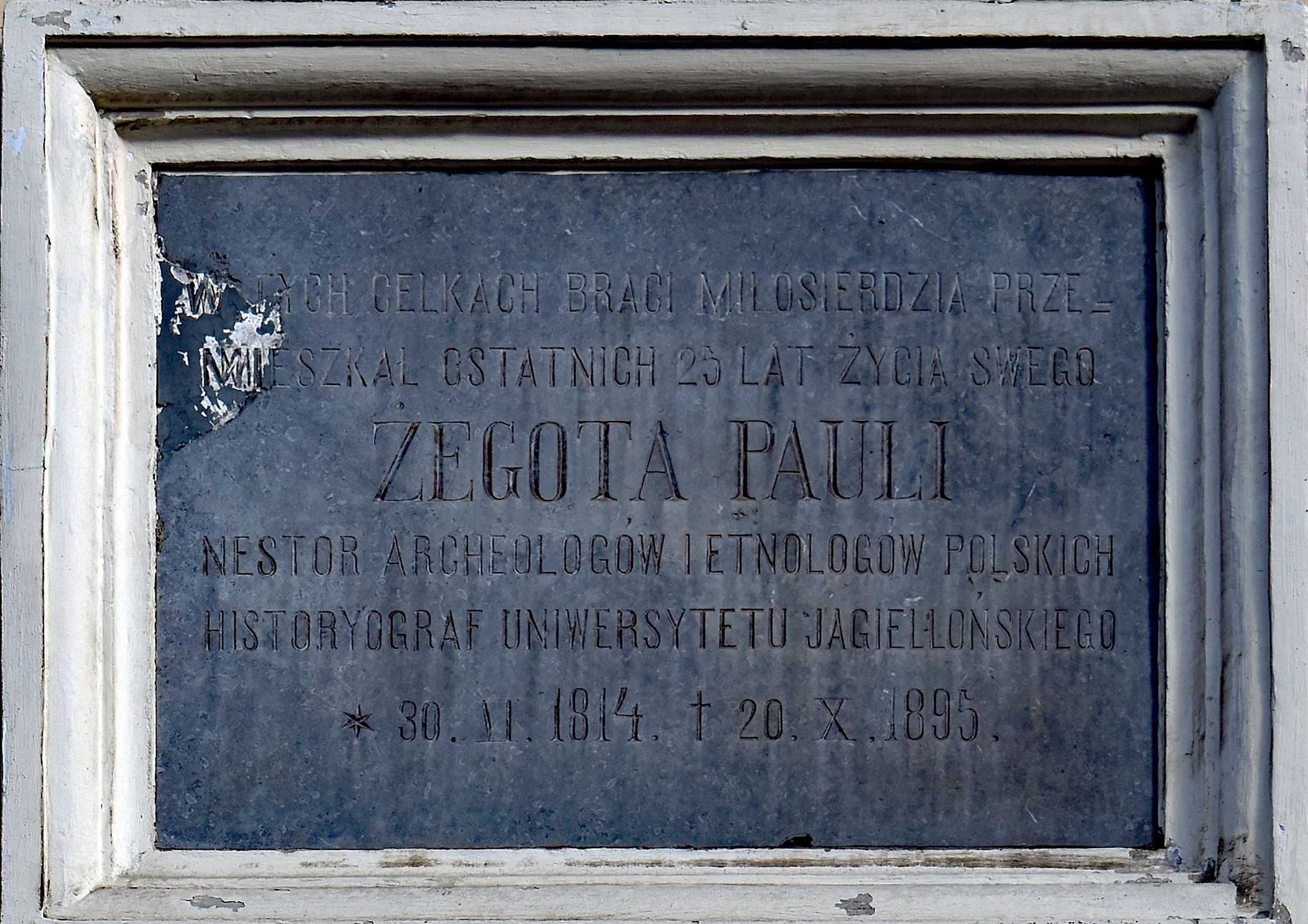
Tablica na budynku konwentu upamiętniająca Żegotę Pauliego.
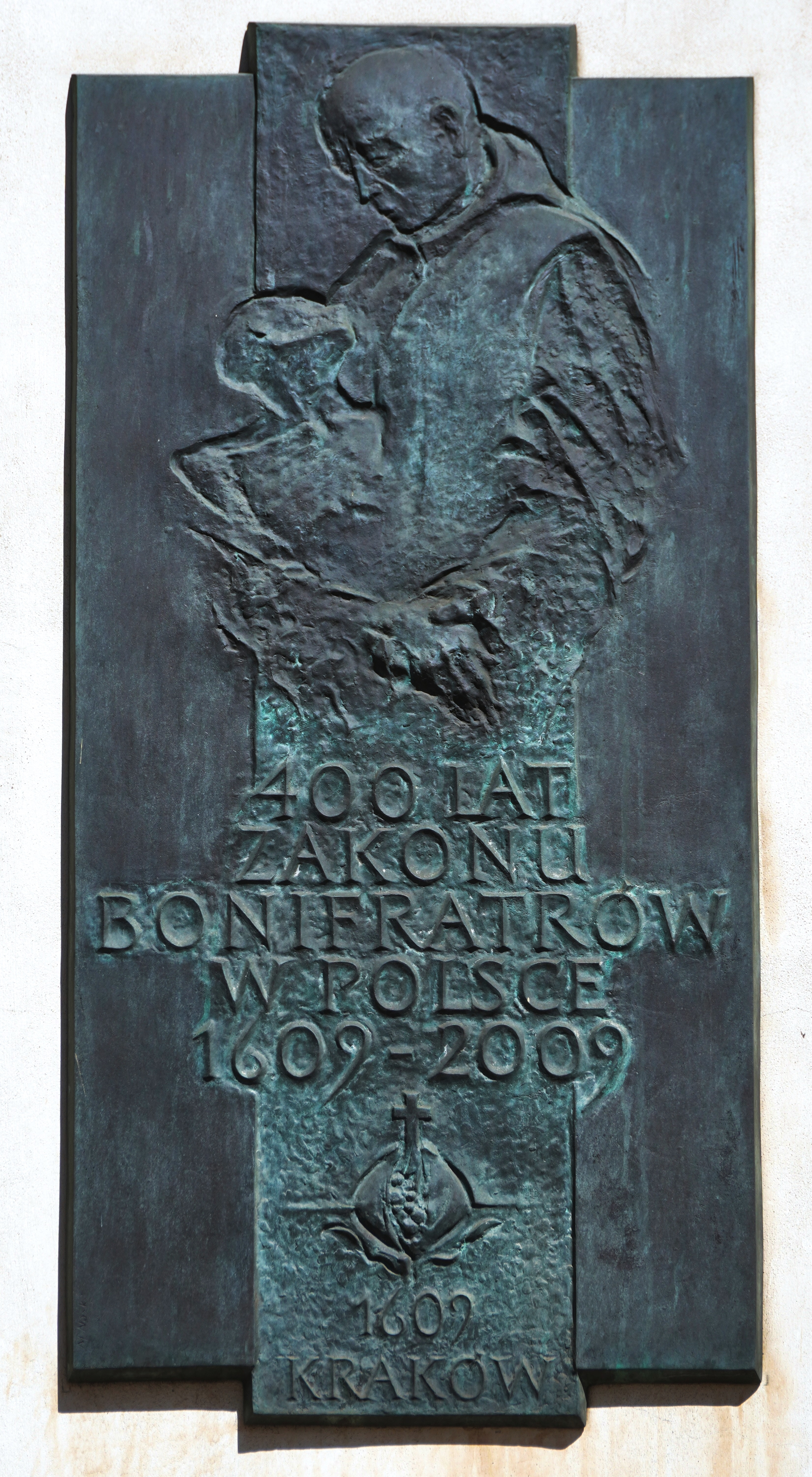
Tablica na budynku konwentu upamiętniająca 400 lat zakonu bonifratrów w Polsce.
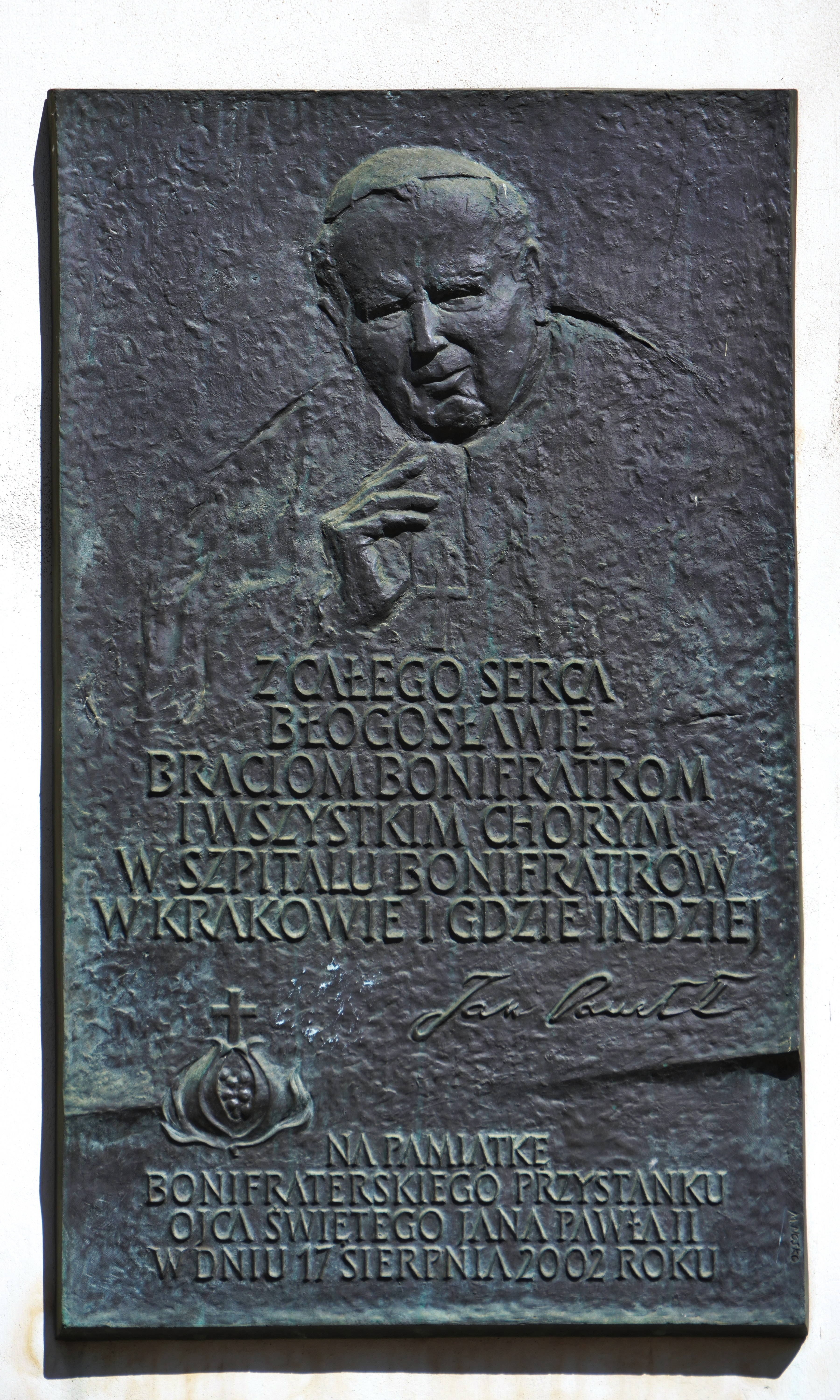
Tablica na budynku konwentu upamiętniająca Jana Pawła II.